# Jack Mansell
John Mansell, meglio conosciuto come Jack Mansell (Salford, 22 agosto 1927 – 19 marzo 2016), è stato un allenatore di calcio e calciatore inglese, di ruolo difensore.

## Biografia
Sposatosi con Moira, ha avuto due figli, Steve e Nick. Terminata la carriera da allenatore si è trasferito con la moglie a Seaford, nell'East Sussex.

## Caratteristiche tecniche

### Giocatore
Era un difensore dotato di un ottimo tiro sinistro, tenace nell'affrontare l'avversario e dotato di una mentalità lungimirante.

### Allenatore
Mansell dava alle sue squadre uno stile di gioco molto offensivo.
 Cercava di conoscere profondamente ogni giocatore a sua disposizione, così da poterlo utilizzare al meglio. Durante il suo periodo al Galatasaray usò la tattica 4-2-4.

## Carriera

### Calciatore

#### Club
Formatosi nel Manchester Utd, nel 1948 è ingaggiato dal Brighton, con cui gioca sino al 1952 nella Third Division South. Durante la sua militanza con il Brighton frequenta i corsi estivi istituiti per la Football Association da Walter Winterbottom per futuri allenatori.
Nella stagione 1952-1953 viene ingaggiato dai gallesi del Cardiff City, impegnati nella massima serie inglese: con il club di Cardiff ottenne il dodicesimo posto in campionato.
Nel 1953, voluto dall'allenatore Eddie Lever, viene ingaggiato dal Portsmouth, club della massima serie inglese, ottenendo con i Pompey anche il terzo posto nella First Division 1954-1955. Rimane con il club di Portsmouth sino al 1958, giocando in totale 144 incontri ufficiali, segnando otto reti: dovette chiudere la carriera agonistica a livello professionale all'età di 30 anni a causa delle complicazioni dovute ad una appendicite.

#### Nazionale
Ha giocato due incontri con la nazionale B di calcio dell'Inghilterra.

### Allenatore
Lasciato il calcio professionistico diventa allenatore-giocatore dell'Eastbourne Utd.
Inizia la carriera di allenatore entrando, dopo aver lasciato il calcio giocato, entrò nello staff tecnico del Sheffield Weds e poi nel QPR.
Lasciato il QPR allenò nei Paesi Bassi il Blauw-Wit, con cui ottiene il terzo posto della Eredivisie 1961-1962.
Nella stagione 1964-1965 è alla guida del Telstar, sempre nei Paesi Bassi, con cui ottiene il decimo posto in campionato.
Nel 1965 diventa l'allenatore del Rotherham Utd, club della serie cadetta inglese, guidandoli per due stagioni. Sotto la sua guida è ricordato il pareggio a reti bianche imposto dai Millers al Manchester Utd, nel quarto turno della FA Cup 1965-1966.
Nel 1968 si trasferisce in America per allenare dagli statunitensi del Boston Beacons, con cui disputa la prima edizione della North American Soccer League. Mansell con i Beacons chiuse la stagione al quinto ed ultimo posto della Atlantic Division.
Mansell venne ingaggiato nell'aprile 1969 dal Reading. Con i Royals, dopo due stagioni in terza serie, retrocesse in quarta divisione al termine della Third Division 1970-1971.
Nel 1974 diventa l'allenatore dei turchi del Galatasaray, venendogli affidato come assistente Tamer Kaptan, che parlava inglese. Dopo un inizio stagione con 10 partite senza sconfitte ed una sola rete subita, la squadra ebbe una inflessione fisica e di forma, chiudendo così al secondo posto nella Türkiye 1.Lig 1974-1975.
Nel 1976 è alla guida della nazionale del Bahrein.
Guida dal 1980 al 1981 la nazionale israeliana, fallendo la qualificazione al campionato del mondo 1982.
Ultima esperienza su una panchina è con gli israeliani del Maccabi Haifa, con cui ottenne il sesto posto nella Liga Leumit 1982-1983.